# Tipulogaster glabrata
Tipulogaster glabrata är en tvåvingeart som först beskrevs av Christian Rudolph Wilhelm Wiedemann 1828.  Tipulogaster glabrata ingår i släktet Tipulogaster och familjen rovflugor. Inga underarter finns listade i Catalogue of Life.